# Tersilochus thyridialis
Tersilochus thyridialis là một loài tò vò trong họ Ichneumonidae.